# FV Budenheim
Der FV 1919 Budenheim ist ein deutscher Fußballklub mit Sitz in der rheinland-pfälzischen Gemeinde Budenheim im Landkreis Mainz-Bingen.

## Geschichte

### Gründungsjahre bis Zweiter Weltkrieg
Bereits im Jahr 1912 gründeten ein paar Fußball begeisterte junge Männer, den Verein Olympia, welcher jedoch aus Mangel an Mitgliedern nicht lange überdauern sollte. Der Erste Weltkrieg verhinderte dann sowieso erst einmal jegliche Vereinsaktivität. Im Jahr 1919 gründeten die nach dem Krieg heimgekehrten Fußballspieler innerhalb der Turngemeinde eine neue Fußball-Abteilung. Zur Saison 1922/23 nahm die Mannschaft dann erstmals am geregelten Spielbetrieb innerhalb der C-Klasse teil. Im März kam es dann zum Streit der Fußballer mit den Turnern, woraufhin die Fußball-Abteilung sich abspaltete und als eigener Verein fortan auftrat.
Ein Jahr später sollte dann auch der erste Aufstieg in die B-Klasse geschafft werden. Durch den zweiten Platz am Ende der Saison 1924/25 traf der Verein in einem Entscheidungsspiel auf Fontana Finthen, welches mit 1:0 siegreich beendet wurde. Damit spielte der Verein dann bis zum Jahr 1932 in der A-Klasse. Am Ende dieser Zeit glückte dann schließlich der Aufstieg in die Kreisliga. Halten konnte man sich dort dann jedoch nicht länger als eine Spielzeit und selbst zurück in der A-Klasse konnte der Abstieg dann nur knapp verhindert werden. Durch die Nationalsozialisten wurde dem Verein dann im Jahr 1933 auferlegt auch eine Leichtathletik-Abteilung zu gründen. Bedingt durch den Zweiten Weltkrieg kam man dann jedoch bedingt durch den Spielermangel auch nicht mehr aus der A-Klasse heraus und musste den Spielbetrieb dann schließlich im Jahr 1942 komplett einstellen.

### Nachkriegszeit
Am Ende des Krieges konnte die Neugründung des Vereins dann bereits im August 1946 stattfinden. Im Jahr 1947 konnte dann der Spielbetrieb wieder aufgenommen werden wo dann auch die erste Mannschaft zur Saison 1947/48 in die Landesliga Rheinhessen aufstieg. Hier konnte man sich mit 13:31 Punkten über den 11. Platz auch die Klasse halten. Am Ende der darauffolgenden Saison stieg man mit 13:27 Punkten jedoch als letzter der Tabelle wieder in die Bezirksliga Mainz-Kreuznach ab. Am Ende der Spielzeit 1952/53 wurde der Bezirk Rheinhessen eingeführt, womit die Mannschaft bedingt durch den zehnten Platz auf der Tabelle in die dortige A-Klasse absteigen musste. In der Saison 1956/57 gelang dann hier jedoch die Meisterschaft und damit der Aufstieg in die 2. Amateurliga Rheinhessen.

### Zeit in der 2. Amateurliga und Abrutsch bis in die B-Klasse
Mit den Jahren konnte sich die Mannschaft in der 2. Amateurliga etablieren und erreicht dann sogar am Ende der Saison 1967/68 mit acht Punkten Vorsprung auf die Wormatia Worms Amateure den Meistertitel. In den Aufstiegsspielen kam man dann jedoch nicht über den letzten Platz der Runde hinaus. Dieser Titel konnte in der Folgesaison dann auch nochmal wiederholt werden. Im Jahr 1975 kämpft die Mannschaft schließlich gegen den Abstieg in die A-Klasse, einige Jahre später ist man 1981 dann bereits in der B-Klasse angekommen, aus welcher man es jedoch schafft im Jahr 1982 wieder aufzusteigen. Im Jahr 1985 wird man dann noch einmal Meister in der B-Klasse, im Jahr 1987 steigt die Mannschaft dann jedoch wieder zurück in die B-Klasse ab.

### Heutige Zeit
Bereits 1990 gelingt dann wieder Aufstieg in die A-Klasse. Dann 1991 gelingt hier die Meisterschaft und damit dann sogar der Aufstieg in die Bezirksliga. Hier konnte man sich dann bis zum Jahr 2002 auch halten, wonach es dann in die Bezirksklasse Rheinhessen wieder nach unten ging. Mit 29 Punkten ging es hieraus am Ende der Saison 2005/06 dann aber auch erneut hinunter bis in die Kreisliga Bingen. Nach der Saison 2008/09 gelingt hier dann schließlich mal wieder mit 74 Punkten eine Meisterschaft, durch welche man in die Bezirksklasse Rheinhessen zurückkehren konnte. Bis zur Spielzeit 2016/17 konnte man sich dann in der am Ende in A-Klasse umbenannten Liga halten, nach dieser Spielzeit war dann jedoch mit 23 Punkten über den 14. Platz Schluss und die Mannschaft musste in die B-Klasse absteigen. Hier gelang dann nach der Saison 2018/19 schließlich nach einem nötig gewordenen Entscheidungsspiel wieder die Meisterschaft und damit die Rückkehr in die A-Klasse, in welcher der Verein auch noch bis heute spielt.